# Unterbessenbach
Unterbessenbach ist ein Gemeindeteil der Gemeinde Bessenbach im unterfränkischen Landkreis Aschaffenburg in Bayern.

## Lage
Das Kirchdorf liegt in der Gemarkung von Keilberg an der Staatsstraße 2307 zwischen Hösbach-Bahnhof und Keilberg. In unmittelbarer Nähe verläuft die Bundesautobahn 3 und die Aschaff.

## Baudenkmäler
Elf Objekte sind in die Liste der Baudenkmäler in Unterbessenbach eingetragen. Bedeutendstes Baudenkmal ist das Schloss Unterbessenbach.